# 阿拉莫塔鎮區 (堪薩斯州萊恩縣)
阿拉莫塔鎮區（英語：Alamota Township）是位於美國堪薩斯州萊恩縣的一個行政鎮區。

## 地方資料
阿拉莫塔鎮區的面積為414.02平方千米，當中陸地面積為414.02平方千米，而水域面積為0.00平方千米。根據2010年美國人口普查的數據，當地共有人口91人，而人口密度為每平方千米0.22人。

## 外部連結
- US-Counties.com
- City-Data.com （页面存档备份，存于）